# Kappenflasche

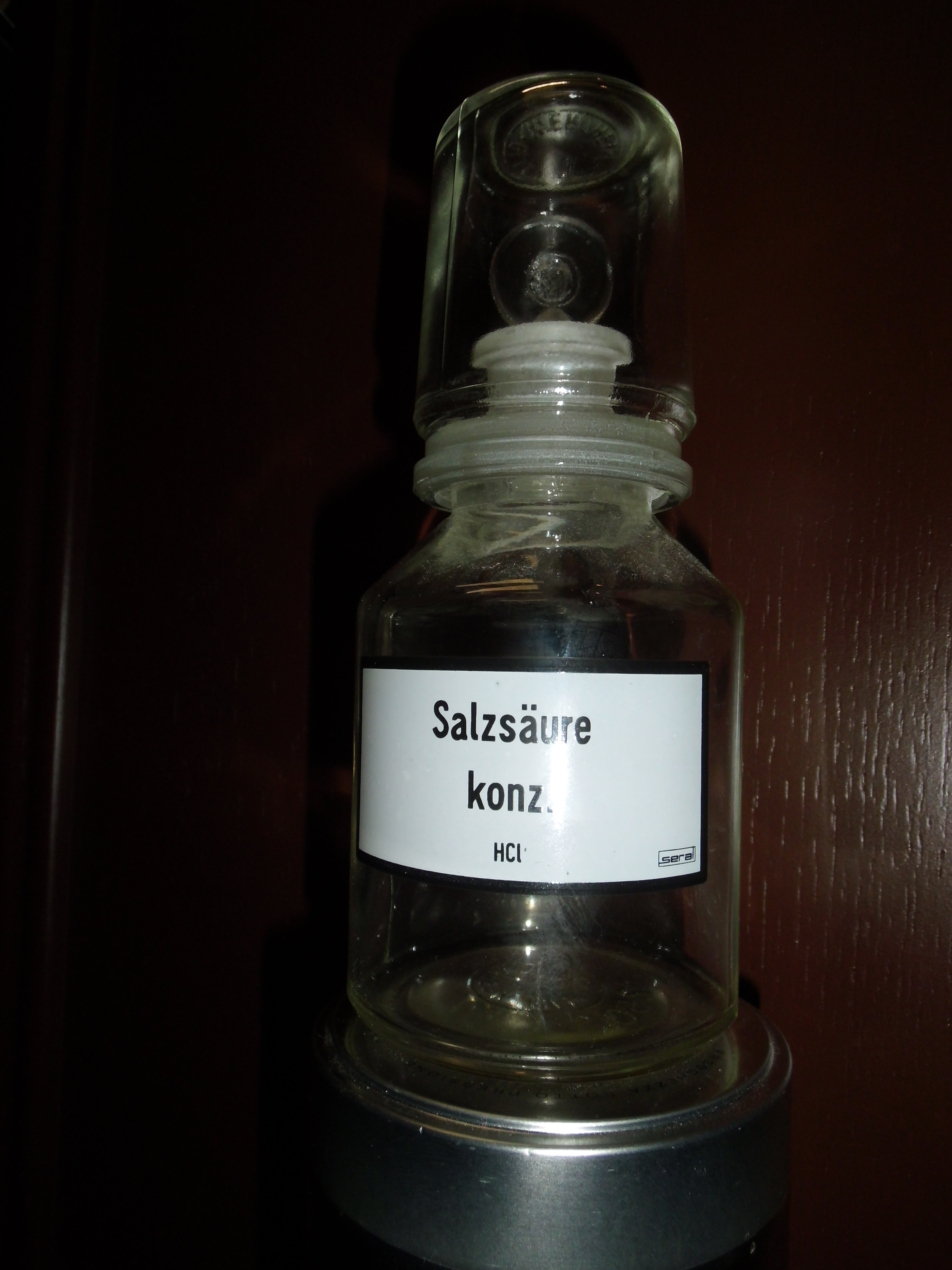
Kappenflasche mit gläsernem Innenstopfen

Kappenflaschen werden im chemischen Labor zur Aufbewahrung von flüssigen Chemikalien benutzt, die ätzende Dämpfe abgeben. Sie erlauben es, die Flasche doppelt zu verschließen und werden z. B. für die Aufbewahrung von konzentrierter Salzsäure und Ammoniakwasser eingesetzt. Kappenflaschen werden meist aus Glas gefertigt. Für Säuren bestehen auch beide Verschlüsse meist aus Glas. Für Flaschen mit alkalisch reagierenden Stoffen wird statt des „inneren“ Glasstopfens meist ein Kunststoff- oder Gummistopfen benutzt.